# Teratológia
Ez a szócikk a növénytani teratológiával foglalkozik.
A teratológia (terathologia) vagy növény-rendellenességtan a növénymorfológia (phytomorphologia) egyik résztudománya, mely a növényi testen keletkező rendellenes elváltozásokat, torzulásokat, torzképződményeket, közös néven teratómákat (teratoma) vizsgálja. Nem kutatási területe a növényi betegségek vizsgálata, mely nem környezet hatására kialakult belső tényezős elváltozások, hanem más külső élősködő élőlények (vírusok, baktériumok, gombák, férgek, rovarok stb.) által okozott elváltozások.

## A teratológia tárgyköre
A növényi szervek kifejlődése és a köztük fennálló kölcsönös viszony törvényszerű. Előfordul azonban az az eset is, amikor egyes egyedeken valamely szerv fejlődése eltér a rendestől, vagy a normálistól eltérő helyen alakul ki. Az elváltozások különböző okokra vezethetők vissza, és gyakran burjánzások, daganatok, torzulások vagy határozott alakú képződmények (pl. gubacsok) formájában is jelentkezhetnek.
A keletkezett rendellensség részben növénykórtani és állattani vonatkozásúak, részben pedig fejlődésalaktani (morphogenetica), sőt törzsfejlődéstani, filogenetikai jelentőségűek. Mint már említettem a kóros betegségekből eredő elváltozások nem tartoznak a teratológia tudományának kutatási területébe, ezért itt ezekkel nem is foglalkozunk.

## Teratómák
A növényi rendellenességek főbb sajátossága, hogy az egyedfejlődés folyamán a szerv nem fejlődik ki rendesen (atrófia), más helyeken fejlődik ki vagy eltér a normális típustól. Az ontogenezisben a csökevényes (rudimentális) szervek kialakulása gyakori mind a vegetatív, mind a generatív testrendszerben. Ezt azonban nem szabad összetéveszteni az evolúció során kialakult elsatnyulásos, azaz redukciós fejlődéssel (pl. a cikászok makrosporofillumának leegyszerűsödése a Cycas – Dioon – Zamia vonalon).
A növényi rendellenességek jelentős részét azok az esetek adják, amikor a kérdéses szerv a rendestől eltérő helyen alakul ki (pl. a porzótájban sziromzat), vagy alakbeli eltérések lépnek fel (pl. szeldelt levelek, sziromszerű porzók). Gyakori és jelentős az atavizmus jelensége, amikor az egyeden olyan bélyegek jelennek meg, melyek a saját fajára nem, de egy korábbi ősére jellemzők.
A teratómák nem a természet játékai, hanem alapvetően törvényszerű folyamatok eredményei, ugyanazon törvényeknek vannak alávetve, mint a normális alakulási szervek. A teratómák kialakulásának oka, hogy  környezeti hatásokra megváltoznak a növény anyagcserefolyamatai, és az kihatással lesz a szerveinek alakulására, fejlődésre is.
A következőkben a legfontosabb teratómákra is kitérünk.

### Szalagosodás (fasciatio)
A növényi testen tengelyképletek (levelek, virágzatok) vagy egyéb szervek (virág, termés) egybeolvadásában nyilvánul meg. Két típusa a lineáris és radiális szalagosodás. Lineáris a faszciáció ha a képlet lapos, radiális ha csőszerű, üreges, térbeli. Ez a teratóma összenövéssel jár együtt, és gátolja a növény normális fejlődését. A szalagosodási teratóma sok esetben öröklődik is.

### Csavarodás (torsio)
Kevésbé gyakori jelenség. Akkor alakul ki, ha szártenyészőkúp egyoldali növekedése erőteljes, a másik oldal növekedése hozzá képest lassúbb. Ez elsősorban a levélállások típusát módosítja, leggyakrabban az átellenes levélállás szórttá, a spirális pedig szórttá válhat.

### Összenövés (connatio)
Az egyik leggyakoribb teratóma. Számos összenövés van: Összenőhet levél tölcsérré (ascidium), szárképletek (synoptia), virágzatok (synanthodia), virágok (synanthia), virágtakarólevelek (cohaesio), porzók (synantheria), termések, magvak (synspermia), núduszok (adhaesio) egymással.

### Hasadás (chorise)
Beszédes nevű teratóma: a szervek hasadásával, tehát számnövekedéssel jár együtt. Gyakori a szirmok, de a lomlevelek, porzók hasadása is. Örvös hajtásrendszerben megnőhet a nóduszok és ezzel az örvök száma, vagy a nódoszből eredő képletek mennyisége.

### Átváltozás (metamorphosis)
Előfordul, hogy az egyik szerv átalakul a másikká. Ez elsősorban a virágban jelentkezik, például a porzók szirommá próbálnak alakulni, de az árulkodó pollenzsákok mindig megmaradnak.

### Járulékos szervek alakulása
Gyakran jelennek meg a növényi szerveken járulékos függelékek. Például gyakori a virágban járulékos rügyek kialakulása, mely a szervek átnövéséhez vezethet.

## Látványos teratómák
A következőkben néhány igen érdekes teratómapéldát emelnék ki. Kis szerencsével akár találkozhatunk is velük.
- A levél szárhoz való növése gyakori például a gyermekláncfüvön, kőrisen akácon.
- A fűz levéállása keresztben átellenessé alakul, a szórt levélállásból.
- A porzó és a termő összenőhet a szőlő virágában.
- A dió és mandula esetében a termők megsokszorozódása összenőtt termést, a diónál 3-4 héjból álló termés kialakulását eredményezheti.
- A paradicsom normális öttagú világlevélörvei helyett 6-7 tagú örvök keletkeznek.
- A tündérrózsák porzói sokszor szirommá alakulnak, a sziromszegélyen vannak a keskeny pollenzsákok.
- A kajszin előfordul, hogy a porzószál rendesen kialakul, csak a portokok helyén fejlődik szirom.
- Egyes kerti virágokban a termők zöld lomblevelekké fejlődhetnek (gynophyllia).
- Az orgonán, muskátlin a porzókon és a szirmokon magkezdemény fejlődhet.
- Kétlaki növényeknél esetleg a hím virágban porzó helyett termő fejlődik.
- A tulipán virágában a porzó ránő a termőre.
- A magház belsejében portokok fejlődnek.

## A teratómák filogenetikai jelentősége
A fenn említett teratómák közül a filogenetikusok számára a viráglevelek (szirom, porzó, termő) átalakulássa volt jelentős. A zárvatermők (Magnoliphyta) virágának kialakulása máig nem tisztázott kérdés. A rendellenességek gyakran visszaütnek az evolúció egy korábbi szakaszában lévő állapotra. A tündérrózsaféléknél a mai napig megfigyelhetünk gyakori elváltozásokat a porzókon: a szirmokon fejlődnek ki a pollenzsákok, és ahogy haladunk a virág belseje felé, egyre jobban felveszik a fejlett porzóalakot: vékony porzószál, végén 2 portok. Ezek a rendellenességek a virág levéleredetét bizonyítják, és könnyebbé teszik a zárvatermő virág kialakulásának megértését.

## Teratológiatörténet
A növényi rendellenességekre már a XVII. században is felfigyeltek. Maga Darwin is foglalkozott velük, és azt állapította meg, hogy a természetes változékonyság és a teratómák között alapvető jelentőségű különbség nincs. K. F. Wolf és Penzig a XX. században fogalmazta meg először, hogy a teratóma anyagcserefolyamatok változása miatt alakul ki, és nem a természet játéka, hanem komoly törvényszerűségek szabályozzák. Soó Rezső számos munkájában ír arról, hogy mekkora jelentősége van a növényrendszertani kutatásokban is a teratológiának. Hazánkban számos jeles teratológus-morfológus élt: Borbás Vince, Győrffy Barna, Filarszky Nándor, Klein Gyula. Jelentősebb még Hortobágyi Tibor és Gallé László munkássága.